# Los Angeles Aftershock
I Los Angeles Aftershock sono stati una franchigia di pallacanestro della ABA 2000, con sede a Los Angeles.

## Storia
Creata nell'autunno del 2004 come Los Angeles Stars, nel 2005, divenne una delle due squadre di pallacanestro dello sport americano ad essere allenata da una donna: DeLisha Milton-Jones. Nella stagione 2005-06 i nuovi proprietari decisero di cambiare il nome in Los Angeles Aftershock, mentre la squadra venne eliminata al primo turno dei play-off dai San Jose Skyrockets.

## Stagioni
| Stagione | Lega     | Denominazione          | V  | P  | %    | Piazzamento | Play-off         |
| -------- | -------- | ---------------------- | -- | -- | ---- | ----------- | ---------------- |
| 2004-05  | ABA 2000 | Los Angeles Stars      | 13 | 12 | 52,0 | 4º          | Quarti di finale |
| 2005-06  | ABA 2000 | Los Angeles Aftershock | 11 | 15 | 42,3 | 4º          | Quarti di finale |